# سد هیثم
سد هیثم (به عربی: سد هیثم) یک منطقهٔ مسکونی در عربستان سعودی است که در استان عسیر واقع شده‌است.